# Heliophanus bolensis
Heliophanus bolensis är en spindelart som beskrevs av Wesolowska 2003. Heliophanus bolensis ingår i släktet Heliophanus och familjen hoppspindlar. Inga underarter finns listade i Catalogue of Life.